# Cennan (sockenhuvudort i Kina, Hunan Sheng, lat 29,75, long 111,77)
Cennan är en sockenhuvudort i Kina. Den ligger i provinsen Hunan, i den södra delen av landet, omkring 210 kilometer nordväst om provinshuvudstaden Changsha. Antalet invånare är 20 097. Befolkningen består av 10 269 kvinnor och 9 828 män. Barn under 15 år utgör 14,0 %, vuxna 15-64 år 72 %, och äldre över 65 år 12,0 %.
Runt Cennan är det tätbefolkat, med 493 invånare per kvadratkilometer. Närmaste större samhälle är Jinshi, 18,8 km sydost om Cennan. Trakten runt Cennan består till största delen av jordbruksmark.
Genomsnittlig årsnederbörd är 1 565 millimeter. Den regnigaste månaden är maj, med i genomsnitt 222 mm nederbörd, och den torraste är december, med 22 mm nederbörd.